# 策略鐘模型

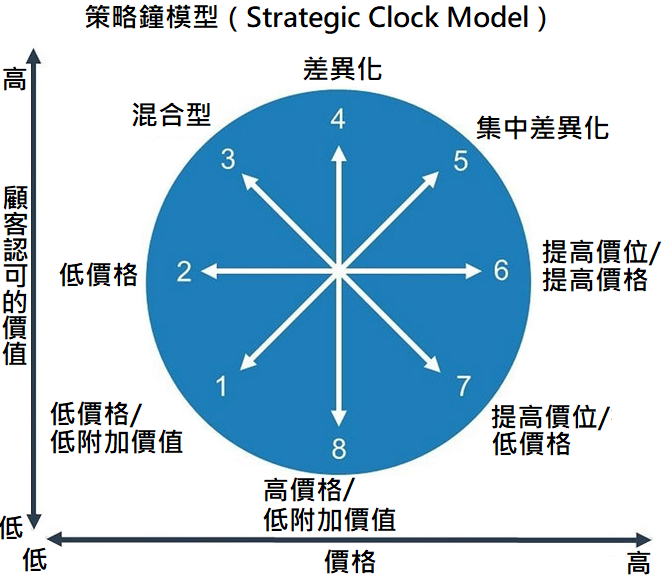
策略鐘模型（Strategic Clock Model）的中文翻譯

策略鐘模型是1997年由克利福·鮑曼（Cliff Bowman）和大衛·福克納（David Faulkner）所提出的一種模型。該模型主要是經由迈克尔·波特的三大策略（成本領導策略、差異化策略、目標集中策略）擴展成八種策略。